# Seaxburg
Seaxburg (auch Seaxburh, Sexburga, Sexburh, Sexburg) ist ein angelsächsischer weiblicher Vorname. Der Name ist aus den Elementen Seax- „Sax, Messer“ und -burg „Burg, Stadt“ zusammengesetzt. Bedeutende Namensträger waren:
- Seaxburg (Wessex), Königin von Wessex († nach 674)
- Seaxburg (Kent), Heilige, Königin von Kent († um 700)